# Giacomo Sedati

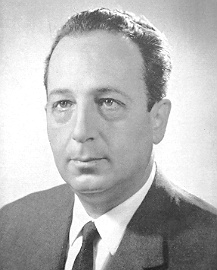
Giacomo Sedati

Giacomo Sedati (* 25. August 1921 in Lanciano, Provinz Chieti; † 7. Januar 1984 in Rom) war ein italienischer Politiker der Democrazia Cristiana (DC), der unter anderem von 1948 bis zu seinem Tode 1984 Mitglied der Abgeordnetenkammer (Camera dei deputati) sowie zeitweilig Minister für Landwirtschaft und Forsten war.

## Leben
Giacomo Sedati war nach einem Studium der Rechtswissenschaften als Rechtsanwalt und Hochschullehrer tätig. Am 1. Juni 1948 wurde er für die Democrazia Cristiana (DC) erstmals Mitglied der Abgeordnetenkammer (Camera dei deputati). In der zweiten Legislaturperiode übernahm er erstmals Regierungsämter und war zwischen dem 9. Juli 1955 und dem 19. Mai 1957 im Kabinett Segni I zunächst Unterstaatssekretär im Ministerium für Arbeit und soziale Sicherheit (Sottosegretario al Lavoro e Previdenza Sociale) sowie im darauf folgenden Kabinett Zoli vom 23. Mai 1957 bis zum 1. Juli 1958 Unterstaatssekretär im Ministerium für öffentliche Arbeiten (Sottosegretario ai Lavori Pubblici). Anschließend fungierte er in der dritten Legislaturperiode als Unterstaatssekretär im Ministerium für Landwirtschaft und Forsten (Sottosegretario all’Agricoltura e Foreste) im Kabinett Segni II vom 19. Februar 1959 bis zum 25. März 1956, im Kabinett Tambroni zwischen dem 2. April und dem 26. Juli 1960, im Kabinett Fanfani III vom 28. Juli 1960 bis zum 21. Februar 1962 sowie im Kabinett Fanfani IV zwischen dem 24. Februar 1962 und dem 21. Juni 1963.
In der vierten Legislaturperiode war Sedati im Kabinett Leone I vom 22. Juni bis zum 4. Dezember 1963 erneut Unterstaatssekretär im Ministerium für Landwirtschaft und Forsten sowie später zwischen dem 21. Januar 1964 und dem 4. Juni 1968 Vorsitzender des Ausschusses für Landwirtschaft und Forsten (XI Commissione Agricoltura e Foreste). Anschließend bekleidete er in der fünften Legislaturperiode das Amt des Ministers für Landwirtschaft und Forsten (Ministro dell’agricoltura e delle foreste) vom 24. Juni bis zum 12. Dezember 1968 im Kabinett Leone II und auch zwischen dem 5. August 1969 und dem 27. März 1970 im Kabinett Rumor II.
In der sechsten Legislaturperiode fungierte er zwischen dem 19. September 1972 und dem 13. April 1975 als Vorsitzender des Ausschusses des Parlaments zur Überwachung des Rundfunks sowie danach vom 14. Mai 1975 bis 4. Juli 1976 als Vorsitzender des Parlamentsausschusses zur Überwachung von Rundfunk und Fernsehen. Er war von der siebten bis zu seinem Tode am 7. Januar 1984 in der neunten Legislaturperiode weiterhin Mitglied von zahlreichen Parlamentsausschüssen.
Aus seiner in Rom 1955 geschlossenen Ehe mit Baronessa Adriana Rodriguez gingen fünf Kinder hervor.

## Hintergrundliteratur
- Massimiliano Marzillo: Giacomo Sedati il Ministro della Ricostruzione, Alessandria, Edizioni dell’Orso 2013